# Meister der Grotesken Vase
Als Meister der Grotesken Vase (ital. Maestro del vaso grottesco) werden die zwei oder mehr namentlich nicht bekannten italienischen Maler bezeichnet, die gegen Ende des 16. oder Anfang des 17. Jahrhunderts eine Reihe Stillleben von mit Blumen gefüllten Vasen gemalt haben.

## Namensgebung
Nach ihrer Abbildung von verzierten Vasen gab die Kunsthistorik diesen anonymen Malern ihren Notnamen. Mit Groteskenvasen werden in der Kunst mit Ornamente in antiken hellenistisch-römischen Stil gemalten Vasen bezeichnet. „Grotesk“ bezeichnet dabei eine Art der Verzierung von Gefäßen mit ornamentaler Malerei, die ab der Renaissance in Italien, die bei Ausgrabungen gefundenen antiken Formen nachahmte und dabei insbesondere mit stilisiertem Rankenwerk und darin Blumen und Früchten sowie mit Landschaften mit Fabelwesen und mythologischen Szenen arbeitete.

## Stil
Die Malweise der Meister der Grotesken Vase gehört in einen Randbereich der Malerei ihrer Zeit, in dem immer fast nach dem gleichen kompositorischen Schema ein Blumenstrauß in eine Vase gestellt wurde. In manieristischem Stil ahmt dabei die Vase Formen bekannter italienischer Kunsthandwerker nach. Es wird angenommen, dass Maler von Vase und Maler von Blumen in der Regel zwei unterschiedliche Personen waren, da die Malweise der beiden Motive immer leicht unterschiedlich scheint. Somit kann vermutet werden, dass zwei oder mehr Maler in einer Werkstatt an den Bildern zusammenarbeiteten.
Wie schon zuvor der barocke Meister der Acquavella-Stillleben können die Stillleben mit Groteskenvasen als Vertreter der „natura morta“ angesehen werden, dieser Stilepoche, die gerne mit barocker Symbolsprache auf die Vergänglichkeit des Seins, das memento mori hinwies.

## Werke (Auswahl)
Die meisten der mehr als ein Dutzend Werke der Meister sind in Privatbesitz. Es sind unter der Zuschreibung Meister der Grotesken Vase z. B. folgenden Bilder zu finden. Darunter befinden sich einige Bilder, die vor ihrer Aufnahme in den Werkkatalog der Meister einem „anonymen piemontesischem oder lombardischen Künstler“ zugeordnet waren:
- Stillleben mit Blumen in einer Vase mit grotesken Motiven auf einem Postament (Privatbesitz)
- Stillleben mit Blumen in einer Vase auf einem Postament (Privatbesitz)
- Eine Vase mit Blumen (Slowenische Nationalgalerie Ljubljana)
- Blumen in vergoldeten Vasen mit grotesken Motiven (Im Besitz der Basilika von Superga)
- Stillleben mit Blumengirlande (Privatbesitz)